# Władcy Sumatry

## Władcy Kantoli
- Śri Waranarendra (władca Kantoli na wschodzie Sumatry ok. 454-464)
- Gautama Subhadra (ok. 502)
- Widżajawarman (ok. 519)
- Nieznani władcy(?) (ok. 550-po 630)

## WładcyŚriwidźai
- Dżajanasa (władca Śriwidźai ok. 682/95)
- Śri Indrawarman (ok. 702/24)
- Rudrawikkama (ok. 728/42)
- Dharmasetu (ok. 775)

Dynastia Sailendrów
- Balaputradewa (ok. 832–860; na Jawie ok. 832–856)
- Nieznani władcy(?) (860-po 950)
- Śri Udajaditja (ok. 960/62)
- „Hadżi” (ok. 980/83)
- Śri Czulamaniwarmadewa (ok. 1003/5)
- Marawidżajottungawarman (ok. 1008–1017) [syn]
- Hadżi Sumatrabhumi (ok. 1017)
- Śri Sangramawidżajottungawarman (ok. 1024/30)
- Śri Dewa (ok. 1028)
- Dharmawira (ok. 1064)
- Panowanie Malajów po 1080–1180
- Śri Maharadża (ok. 1156/78)
- Trailokjaradża Maulibhuszanawarmadewa (ok. 1183–1200)
- Panowanie Malajów ok. 1200–1270
- Śrimat Tribhuwanaradża Mauliwarmadewa (ok. 1286)
- Nieznani władcy
- Aditjawarman (ok. 1347–1374)

## SułtaniPerlaku
- Abd al-Aziz Szach (sułtan Perlaku na północy Sumatry 804/40–863)
- Abd ar-Rahim (863–885)
- N.N.(?) (885–918)
- Podwójny sułtanat (szyitów, sunnitów) 918–1006
- Mahmud Szach (918–?)
- Abd al-Kadir Szach (918–?)
- Ibrahim Szach (986–1006)
- Muhammmad Szach (986–1006)
- Nieznani sułtani(?) (1006–1263)
- Abd al-Aziz (1263-po 1270)

## Sułtani Samudra-Pasai
- Nieznani władcy(?) (1042–1270)

Dynastia muzułmańska
- Malik as-Salih (król Samudra-Pasai na północy Sumatry 1270/80–1297)
- Malik Muhammad az-Zahir (1297–1326) [syn]
- Ahmad Malik az-Zahir (1326–?) [syn]
- Zależność od Majapahitu 1340–1377
- Zajn al-Abidin I az-Zahir (sułtan ok. 1383–1403/5) [syn]
- N.N. (1403–1405) [zięć]
- Sulajman (1405–1412) [zięć Zajn al-Abidina I]
- Zajn al-Abidin II (1412–1428) [syn]
- N.N. (1428–1435) [zięć Zajn al-Abidina I]
- Muhammad Abu Said al-Malik az-Zahir (1435–?) [syn]
- Tuhan Perbu (?–1444) [matka; córka Zajn al-Abidina I]
- Zajn al-Abidin III al-Malik az-Zahir (1444–1460)
- Mahmud al-Malik az-Zahir (1460–1494) [syn]
- Inajat Szach(?) (?–1490)
- Muzaffar Szach(?) (1490–1497) [syn]
- Książę Aru (regent 1494–1512)
- Abd Allah al-Malik az-Zahir (1512–1513) [syn Mahmuda]
- Książę Pediru (1513)
- Zajn al-Abidin IV (1513–1516)
- Umani książę z Churfakkanu (1516–1519)
- Zajn al-Abidin V al-Malik az-Zahir (1519–1521) [syn Mahmuda]
- Kamis (1521–1523; usunięty)
- Aceh podbija Samudra-Pasai 1523

## SułtaniAcehu
- Ala ad-Din Dżahan Szach (sułtan Acehu na północy Sumatry ok. 1215–1233)
- Ahmad Riajat Szach I (ok. 1233–1267) [syn]
- Muhammad Ala ad-Din Mahmud Szach I (1267–1309) [syn]
- Muhammad Ala ad-Din Firman Szach (1309–1354) [syn]
- Muhammad Ala ad-Din Mansur Szach I (1354–1408) [syn]
- Muhammad Ala ad-Din Inajat Dżahan Szach (1408–1424)
- Muhammad I (1424–1445)
- Abu Said (1445–1450)
- Muzaffar I (1450–1458)
- Mansur II (1458–1465)
- Muhammad Ala ad-Din Husajn Szach (1465–1477) [syn]
- Ala ad-Din Riajat Szach II (1477–1480)
- Mahmud Ala ad-Din Inajat Szach (1480–1490) [syn]
- Munawar Szach (1490–1497;) [syn]
- Zależność od Pasai 1496–1520
- Szams ad-Din Szach (1497–1511; abdykował) [syn]
- Ali Mugajat Szach I (sułtan (paduka śri sultan) 1511–1530) [syn]
- Salah ad-Din (1530–1539; usunięty, zmarł 1548) [syn]
- Ala ad-Din Riajat Szach III al-Kahhar (1539–1571) [brat]
- Husajn Ali Riajat Szach (1571–1579) [syn]
- „Sułtan Muda” (1579) [syn]
- Mukmin Śri Alam Firman Szach (1579) [stryj]
- Zajn al-Abidin (1579) [wnuk Riajata Szacha III]
- Ala ad-din Mansur Szach III (1580–1585)
- Ala ad-Din Riajat Szach IV (1585–1589) [wnuk]
- Ala ad-Din Riajat Szach V Alam Sajid al-Mukammil (1589–1604; usunięty, zmarł 1607) [wnuk Inajata Szacha]
- Ali Mugajat II Riajat Szach (1604–1607) [syn]
- Iskandar I Muda Mahkota Perkasa Alam Szach Dżahan Berdaulat Zajn al-Abidin (1607–1636) [prawnuk Riajata Szacha III]
- Iskandar II Thani Ala ad-Din Mugajat Szach (1636–1641) [syn adoptowany; zięć]
- Ratu Safijat ad-Din Tadż al-Alam Szach (1641–1675) [wdowa]
- Nakijat ad-Din Nur al-Alam Szach (sułtanka 1675–1677) [wnuczka Alego Mugajata II]
- Zakijat ad-Din Inajat Szach (sułtanka 1678–1688)
- Zinat ad-Din Kamalat Szach (sułtanka 1688–1699; usunięta, zmarła 1700)
- Badr al-Alam Sajid Ibrahim Habib Dżamal ad-Din Szarif Hasim Szach I (1699–1702; usunięty) [wdowiec]
- Badr al-Alam Badr al-Munir fil-Alam Szarif Hasim Szach II (1702–1703; usunięty) [bratanek Kamalat Szacha]
- Dżamal al-Alam Badr al-Munir I (1703–1709) [syn Hasima Szacha I]
- Perkasa Alam Szarif Lamtawi (1709–1711)
- Dżamal al-Alam Badr al-Munir II (1711–1726; usunięty) [syn Hasima Szacha II]
- Dżauhar al-Alam Amin ad-Din (1726)
- Szams al-Alam (1726–1727) [bratanek Badra al-Munira I]
- Ala ad-Din Ahmad Szach Dżahan Badr Bardaulat (1727–1735) [wdowiec po Nakijat ad-Din Nur al-Alam Szach]
- Ala ad-Din Dżahan Szach (1735–1760) [syn]
- Mahmud Szach II (1760–1764; usunięty) [syn]
- Badr ad-Din Dżahan Alam Szach (1764–1765)
- Mahmud Szach II (2. panowanie 1765–1773; usunięty)
- Sulajman Szach I (1773) [syn Ala ad-Dina Dżahana Szacha?]
- Mahmud Szach II (3. panowanie 1773–1781)
- Ala ad-Din Muhammad Szach II (1781–1795) [syn]
- Ala ad-Din Dżauhar al-Alam Szach (1795–1815; regencja do 1805; usunięty) [syn]
- Said Husajn Aidid (1815; abdykował)
- Said Szarif Sajf al-Alam Szach Dżamal al-Lajl (1815–1819; abdykował, zmarł 1828) [syn]
- Ala ad-Din Dżauhar al-Alam (2. panowanie 1819–1823)
- Ala ad-Din Muhammad Szach III (1823–1838) [syn]
- Ala ad-Din Sulajman II Ali Iskandar Szach (1838–1857) [syn]
- Ala ad-Din Muhammad Ali Ibrahim Mansur Szach IV (1857–1870) [stryj]
- Ala ad-Din Mahmud Szach III (1870–1874; tylko na Wzgórzach 1874) [syn Sulajmana II]
- Ala ad-Din Muhammad Daud Szach Dżahan (1874–1903; regencja 1874–1897; usunięty, zmarł 1939) *Protektorat holenderski 1878–1903
- Holenderskie Indie Wschodnie podbijają Aceh 1903

## SułtaniPalembangu
Dynastia z Kelantanu
- Surendra (radża Palembangu ok. 1250–?)
- Nieznani władcy
- Palembang (maharadża ok. 1374)
- Sengkialiejoujan (ok. 1375;)
- Majapahit podbija Palembang 1377
- Chińska (piracka) wspólnota (1377-po 1440)
- Liang Daoming (władca (aryo) pod formalną zwierzchnością chińską ok. 1377–1406; usunięty)
- Chen Zuyi (1406–1407; usunięty, zmarł 1407)
- Shi Jingqing (107–1421)
- Shi Zhisun (przed 1424–1430) [syn]
- Shi Erjie (ok. 1430-po 1440) [córka]
- Panowanie Minangkabau po 1440–1480
- Arja Damar (ok. 1480)
- Nieznani władcy(?) (1500–1590)

Dynastia Surah
- Kjai Geding Surah (ok. 1596)
- Kemas Dipati (po 1596–1600) [syn]
- Made Angsoka (władca (pangeran) po 1600–1627) [brat]
- Zależność od Holenderskich Indii Wschodnich 1617–1823
- Made Alit (1627–1629) [brat]
- Purah (1629–1636) [brat]
- Kenajan (1638–1650) [syn Kemasa Dipatiego]
- Pasarean (ok. 1651) [wnuk Kjai Gedinga Suraha]
- Radżak (ok. 1652–1660) [syn]
- Abd ar-Rahman (1662–1706; sułtan (także tytułowany susuhunan) od 1682) [brat]
- Muhammad Mansur (1701–1714) [syn]
- Kamar ad-Din (1714–1724; usunięty) [brat]
- Mahmud Badr ad-Din I (1724–1757) [syn Mansura]
- Ahmad Nadżm ad-Din I (1757–1776) [syn]
- Muhammad Baha ad-Din (1774–1804) [syn]
- Mahmud Badr ad-Din II (1804–1812; usunięty) [syn]
- Ahmad Nadżm ad-Din II (1812–1813; usunięty) [brat]
- Mahmud Badr ad-Din II (2. panowanie 1813; usunięty)
- Ahmad Nadżm ad-Din II (2. panowanie 1813–1818; usunięty, zmarł 1825)
- Mahmud Badr ad-Din II (3. panowanie 1818–1821; usunięty, zmarł 1852)
- Ahmad Nadżm ad-Din III (1821–1825; abdykował, zmarł 1844) [syn]
- Holenderskie Indie Wschodnie podbijają Palembang 1825
- Mahmud Badr ad-Din III (2003–dziś)

## WładcyJambi
Władcy Malajów
- Tribhuwana Mauliwarma (władca Malajów ok. 1275–1290)
- Wiśwarupa Kumara (ok. 1290–?) [syn]
- Zależność od Singhosari 1290/2–1292
- Zależność od Majapahitu 1320/40–1377
- Aditjawarman (ok. 1347–?) [wnuk po kądzieli]
- Prabhu (ok. 1371)
- Dharmasunu Hadżi (ok. 1373–1376)
- Mauli (1376–1377)
- Państwo Malajów zostaje zniszczone i włączone do Minangkabau 1377

Władcy Jambi
- Paduka Perhala (władca ok. 1535/39–1550)
- Orang Kaja Pingi (ok. 1550–1560) [syn]
- Orang Kaja Kedataran (ok. 1560–1570) [brat]
- Orang Kaja Itam (ok. 1570–1580) [brat]
- Rantau Kapas (władca (panembahan) ok. 1580–1600) [syn]
- Rengas Pandak (ok. 1600–1610) [syn]
- Bawah Sawah (ok. 1610–1620) [syn]
- Kota Baru (ok. 1620–1630) [syn]
- Abd al-Kahar (1630) [syn]
- Dipati Anom (władca (pangeran) 1630–1636; usunięty, zmarł 1641) [syn]
- Abd al-Dżalil (sułtan 1630/6–1679) [brat]
- Ingalaga (1679–1687; usunięty) [syn]
- Cakranegara (w Tanah Pileh po podziale 1687–1719; zjednoczenie 1710) [syn]
- Batu (w Muara Tebo po podziale 1687–1710; usunięty) [brat]
- Astra Ingalaga (1719–1724; usunięty) [syn]
- Muhammad I (1725–1726) [syn Cakranegary]
- Astra Ingalaga (2. panowanie 1726–1742)
- Anom Seri Ingalaga (1742-ok. 1790) [syn Cakranegary]
- Masud Badr ad-Din (ok. 1790–1812) [syn]
- Mahmud Mohildin (1812–1833) [brat]
- Muhammad II Fachr ad-Din (1833–1841) [syn]
- Protektorat holenderski 1833–1899
- Abd ar-Rahman Nasr ad-Din (1841–1855) [brat]
- Taha Safi ad-Din (1855–1858; usunięty) [syn Muhammada II]
- Ahmad I Nasr ad-Din (1858–1881) [stryj]
- Muhammad III Mohildin (1881–1885) [syn Abd ar-Rahmana]
- Ahmad II Zajn ad-Din (1885–1899; regencja 1885–1886) [syn Muhammada II]
- Interregnum 1899–190?
- Taha Safi ad-Din (2. panowanie 190?–1904)
- Winto (1904–1906)
- Holenderskie Indie Wschodnie podbijają Jambi 1906

## Władcy Indrapury
- Putih I (radża Indrapury na zachodzie Sumatry ok. 1350–1380)
- Itam I (ok. 1380–1400)
- Bandara (ok. 1400–1430)
- Putih Muda (ok. 1430–1450)
- Sangam di Radża (ok. 1450–1480)
- Pahlawan (ok. 1480–1530)

Dynastia muzułmańska
- Munawar Szach (ok. 1530–1550)
- Panowanie Acehu ok. 1550–1600
- Itam II (ok. 1616–1624)
- Besar (ok. 1624–1630)
- Putih II (ok. 1630–1636)
- Muzaffar (ok. 1636–1660; usunięty, zmarł 1674)
- Muhammad Szach I (1660–1691) [syn]
- Mansur (1691–1696) [bratanek]
- Pasisir Barat (1696–1747) [wnuk]
- Mahmud Szach (1747–1766; regent 1747–1748)
- Datuk Muda (ok. 1766–?) [bratanek]
- Muhammad Szach II (?–1792; usunięty, zmarł 1824)

## Sułtani Indragiri
- Nieznani władcy(?) (przed 1365–1450)
- Merling (radża Indragiri na wschodzie Sumatry po 1450–1473)
- Zależność od Malakki ok. 1460–1465
- Abd al-Dżalil I (1473–1532; sułtan 1532) [syn]
- Hasan Szach (1532–1557)
- Muhammad Szach I (1557–1599)
- Kramat Szach I (1599–1658)
- Zależność od Dżohore ok. 1641–1678
- Sulajman Szach (1658–1669)
- Mudajad Szach (1669–1676)
- Ahmad Szach (1676–1689)
- Zależność od Minangkabau ok. 1678–1758
- Abd al-Dżalil Szach II (1689–1700)
- Mansur Szach (1700–1704)
- Muhammad Szach II (1704–1707)
- Muzaffar Szach (1707–1715)
- Zajn al-Abidin (1715–1735)
- Kramat II (1735–1765)
- Zależność od Siaku po 1758–1838
- Kecil Besar (1765–1784) [brat]
- Ibrahim (1784–1815) [brat]
- Mun Bungsu (1815–1837) [syn Kecila Besara]
- Said Mudajad Szach (1838–1876) [syn]
- Protektorat holenderski 1838–1946
- Ismail (1876) [brat]
- Husajn Szach (1876–1883) [brat]
- Rada regencyjna 1883–1885
- Isa Mudajad Szach (1885–1092) [syn]
- Mahmud Szach (1902–1963; regencja 1902–1912) [syn]
- Indragiri włączone do Indonezji 1946

## SułtaniSiaku
- Dżaja (maharadża Siaku pod zwierznością Madżapahitu na wschodzie Sumatry ok. 1365–1381)
- Parameśwara (ok. 1381–1420)
- Ibrahim (ok. 1420; usunięty) [syn]
- Iskandar (uzurpator(?) ok. 1420–1470; usunięty) [stryj]
- Zależność od Malakki 1465–1511
- Ibrahim (2. panowanie jako sułtan ok. 1470–1500)
- Ahmad Szach (ok. 1500–1530) [syn]
- Zależność od Minangkabau 15??–16??
- Dżamal (radża ok. 1530–1558) [syn]
- Modari (ok. 1558–1560)
- Mara Szach (ok. 1560–1580)
- Ala ad-Din (ok. 1580–1600)
- Sulajman Muhammad (ok. 1600–1623)
- Hasan (ok. 1623–1641)
- Panowanie Johore ok. 1641–1723

Dynastia z Johore
- Rahmat Szach (1723–1740; usunięty, zmarł 1746)
- Mahmud Abd al-Dżalil Dżalal ad-Din Szach (1740–1753; usunięty) [syn]
- Abd al-Dzalil Alam ad-Din Riajat Szach I (1753–1755) [syn]
- Mahmud (2. panowanie 1755–1760; usunięty, zmarł 1760)
- Zależność od Holenderskich Indii Wschodnich 1756–1759
- Ismail Abd al-Dżalil Dżalal ad-Din Szach (1760–1761; usunięty) [syn Abd al-Dżalila]
- Abd al-Dzalil Alam ad-Din Riajat Szach II (1761–1766; abdykował, zmarł 1779) [syn Mahmuda]
- Muhammad Ali Abd al-Dżalil Muazzam Szach (1766–1779; usunięty) [syn]
- Ismail (2. panowanie 1779–1781)
- Jahja Abd al-Dżalil Muzaffar Szach (1781–1797; usunięty, zmarł po 1804) [syn]

Dynastia asz-Szahab
- Ali Abd al-Dżalil Sajf ad-Din (1797–1811; abdykował, zmarł 1821) [wnuk po kądzieli Abd al-Dżalila]
- Ibrahim Abd al-Dżalil Halil ad-Din (1811–1827) [syn]
- Ismail Abd al-Dżalil Sajf al-Alam (1827–1864; regencja 1827-ok. 1840) [kuzyn]
- Protektorat holenderski 1858–1946
- Kasim I Abd al-Dżalil Sajf ad-Din (1864–1889; regencja 1864–1888) [brat]
- Hasim Abd al-Dżalil Sajf ad-Din (regent 1889–1891; sułtan 1891–1908) [syn]
- Kasim II Sani Abd al-Dżalil Sajf ad-Din (1908–1946; regencja 1908–1917; abdykował, zmarł 1968) [syn]
- Siak włączony do Indonezji 1946

## Władcy Minangkabau
- Aditjawarman (władca Minangkabau ok. 1374–1375; władca Malajów)
- Ananggawarman (ok. 1375)
- Nieznani władcy (ok. 1400–1498)
- Zależność od Chin 1407-po 1440
- Sangai Tarab (1498-po 1513)
- Banter (po 1513) [brat]
- Bongsu [brat]
- Zależność od Acehu po 1520
- (?)N.N. (ok. 1550–1600)
- Garo (ok. 1600)
- (?)N.N. (ok. 1650–1665)
- Ahmad Jamtuan Śakti (w Pagar Ruyong 1665–1674)
- Halifatullah Indrama Szach (w Suruasso 1674)
- Indrama Szach (1674–1697; w Suruasso od 1683) [syn Ahmada]
- Podział państwa na Minangkabau, Sungai Tarap, Suruasso, Pagar Ujong i Awak Sungai ok. 1680
- Ahmad Szach (na wschodzie kraju 1676-po 1680; w Pagar Ruyong od 1680) [syn Halifatullaha Indramy Szacha]
- Ahmad Sach Gagar Alam (1697-po 1720) [Indramy Szacha]
- Indrama Szach (w Suruasso 1697–?)
- Halifatullah Muhammad Szach (ok. 1726)
- Abd al-Dżalil Muazzam Mumin Szach (po 1740/1)
- Indramara Dżati Riajat Szach (ok. 1757)
- Arifin Muning Szach (1796–1815; usunięty, zmarł 1825)
- Cang Alam Bagagar Szach (1823–1833; usunięty, zmarł 1849) [bratanek]
- Holenderskie Indie Wschodnie podbijają Minangkabau 1833

## Sułtani Pediru
- Nieznani władcy(?) (ok. 1400–1477)
- Sulajman Nur (władca Pediru na północy Sumatry ok. 1477–?)
- Husajn Szach
- Makruf Szach (ok. 1500–1525) [syn]
- Zależność od Acehu od 1520
- Ahmad Szach (ok. 1525–?) [syn]

Sułtani Muda Pedir
- Muzaffar Szach (1490–1497; sułtan w Dar al-Kamal)
- Salah ad-Din (1497) [syn]
- Zależność od Acehu od 1520
- Al-Firman Szach (przed 1525) [syn]
- Panowanie Acehu 1553–1700

Dynastia Bugi
- Seundri Pakek Radża (sułtan Pediru przed 1727–?)
- Usen (?–1819)
- Ali (1819–?) [stryj]
- Dalam [syn Usena]
- Daud (1853–1875)
- Sulajman (1878/86–1895) [syn]
- Muhammad Daud (1895–1896) [syn]
- Usen di Gendong (regent 1896–1897; usunięty) [stryj]
- Pokut Ajiszach (regentka 1897–1898) [matka Sulajmana]
- Usen (2. raz regent 1898–1905)
- Kuala (1905; usunięty)
- Panowanie holenderskie 1905–1907
- Kuala (2. panowanie 1907–1914; abdykował)
- Muhammad Ali Kuta Baro (1914–1918; usunięty)
- Dalam (1918–1921)
- Mahmud (1921–1942)
- Sulajman (ok. 1942–1946)
- Pedir włączony do Indonezji 1946

## Władcy Kamparu
Dynastia z Malakki
- Muhammad (władca Kamparu na wschodzie Sumatry ?–1488; sułtan Malakki 1488)
- Ibrahim (ok. 1500–1505) [syn]
- Zależność od Malakki do 1528
- Abd Allah (ok. 1505–1511; usunięty) [syn]
- Mahmud (ok. 1600)
- Aceh podbija Kampar ok. 1616/20

## WładcyLampungu
- Minak Begenduh (władca Lampungu na południu Sumatry ok. 1480–1510)
- Unjai Radża di-Pucak (ok. 1510–1530) [syn]
- Minak Patih Tua (ok. 1530–1550) [syn]
- Pandżang Dżungur (ok. 1550–1570) [prawnuk Minaka Begenduha]
- Panowanie Bantenu ok. 1570–1808
- Radin Intan I (1808–1828)
- Radin Imba (1828–1834) [syn]
- Radin Intan II (1834–1856; regencja 1834–1850) [syn]

## Władcy Dai
- Ala ad-Din Riajat Szach (sułtan Dai na północy Sumatry 1490–1508)
- Ahmad Szach (1508–1520; usunięty)
- Daja pod panowaniem Acehu 1520–1530
- Poten Meureuhom (władca (teku hakim) ok. 1530–?)
- N.N. (po 1550)
- Panowanie Acehu 1600–1850
- N.N. (ok. 1877)
- Daud (regent po 1880)
- Ndżaj Banta (p. 1900–192?) [syn N.N. z ok. 1877]
- Saring (regent 192?–1926; władca 1926–?)

## Władcy Pancuru
Linia Hulu
- Bardoksi (władca Pancuru (Paros) na wschodzie Sumatry ok. 1500–1520)
- Marsakot (ok. 1520–1550) [syn]
- Namura Radża (ok. 1550–1570) [syn]
- Kadir (ok. 1570–1600) [syn]
- Mualif (ok. 1600–1620) [syn]
- Marah Pangsu (ok. 1620–1630) [syn]
- Marah Sifat (ok. 1630–1640) [brat]
- Bongsu (ok. 1640–1670) [syn]
- Kecil (ok. 1670–1700) [syn]
- Marah Tulang (ok. 1700–1730; radża Paros od 1707) [syn]
- Munawar Szach (ok. 1730–1756) [syn]
- Marat Pangkat (1756–1798) [syn]
- Adil (1798–1824) [syn]
- Sailan (1819/24-ok 1839) [syn]
- Limba Tua (ok. 1839–1840) [syn]
- Mai Intan (ok. 1840–1846)
- Sunjum (1846–1852) [bratanek]

Linia Hilir
- Ibrahim I (ok. 1640–1660) [bratanek Marah Sutana, pretendenta z ok. 1839]
- Usuf (ok. 1660–1700) [syn]
- Adil (ok. 1700–1730) [syn]
- Sułtan (ok. 1730–1750) [syn]
- Marah Laut (ok. 1750–1780) [brat]
- Perhimpunan (ok. 1780–1800) [syn Sułtana]
- Kecil (ok. 1800–1820) [brat]
- Emas (ok. 1820–1830) [syn]
- Main Alam (ok. 1830–1834) [wnuk]
- Ibrahim II (ok. 1834-po 1840) [syn]

## Władcy Simulanganu
- Sisingamangaradża I (duchowy król (sisingamanga radża) Simulanganu na północy Sumatry ok. 1540–1550)
- Sisingamangaradża II (ok. 1550–1595) [syn]
- Sisingamangaradża III (ok. 1595–1627) [syn]
- Sisingamangaradża IV (1627–1667) [syn]
- Sisingamangaradża V (1667–1730) [syn]
- Sisingamangaradża VI (1730–1751) [syn]
- Sisingamangaradża VII (1751–1771) [syn]
- Sisingamangaradża VIII (1771–1788) [syn]
- Sisingamangaradża IX (1788–1809) [syn]
- Sisingamangaradża X (1809–1821) [syn]
- Sisingamangaradża XI (1821–1871) [syn]
- Sisingamangaradża XII (1871–1883; usunięty, zmarł 1907) [syn]
- Holenderskie Indie Wschodnie podbijają Simulangan 1883

## Władca Naguru
- Tuhan Silo Mulahi (władca Naguru na północy Sumatry między po 1540 a ok. 1700)

## Władcy Pinangawanu
- Batara Si Nomba (radża Pinangawanu na północnym wschodzie Sumatry po 1580–1610)
- Halib (ok. 1610–1630)

## Władcy Purby
- Deangultop-Ultop (władca Purby jako sukcesor Naguru na północy Sumatry 1624–1650)
- Radżinman (ok. 1650–1680) [syn]
- Nanggar (ok. 1680–1700) [syn]
- Batiran (ok. 1700–1720) [syn]
- Bakkaradża (ok. 1720–1750) [syn]
- Baringin (ok. 1750–1770) [syn]
- Bona Batu (ok. 1770–1800) [syn]
- Radżaulan (ok. 1800–1820) [syn]
- Atian (ok. 1820–1840) [syn]
- Horma Bulan (ok. 1840–1870) [syn]
- Raondap (ok. 1870–1904) [syn]
- Rahali (ok. 1904–1921) [syn]
- Mogang (1921–1947; regencja 1921–1933) [syn]
- Purba włączona do Indonezji 1947

## Sułtani Bilahu
- Tohir Indra Alam I (radża Bilahu na północnym wschodzie Sumatry ok. 1630–1650) [syn Batara Si *Nomby, władcy Pinangawanu]
- Unus (ok. 1650–1670) [syn]
- Sulung (ok. 1670–1690) [syn]
- Interregnum ok. 1690–1700
- Sulung Riau (ok. 1700–1720) [syn]
- Bidar Alam I (sułtan ok. 1720–1760) [brat]
- Indra Alam II (ok. 1760–1785) [syn]
- Rahmat Szach (ok. 1785–1800) [syn]
- Bidar Alam II (ok. 1800–1835) [syn]
- Bidar Alam III (ok. 1835–1865) [syn]
- Bidar Alam IV (1865–1904) [syn]
- Bidar Alam V (1904–1946) [syn]
- Bilah włączony do Indonezji 1946

## Sułtani Deli
- Hisam ad-Din Dalik (władca (jang di-pertuan z Aru) Deli na wschodzie Sumatry 1630–1653)
- Zależność od [Aceh]u 1612–1669
- Parunggit (1653–1700) [syn]
- Padrap (1700–1720) [syn]
- Wahid (1720–?) [syn]
- Amal ad-Din I Mangedar Alam Szach (ok. 1760–1824; sułtan Deli od 1814)
- Zależność od Siaku ok. 1770–1861
- Usman I as-Sani Perkasa Alam Szach (1824–1857) [syn]
- Amal ad-Din II Mahmud Perkasa Alam Szach (1857–1873) [syn]
- Protektorat holenderski 1861/5–1947
- Mamun ar-Raszid Perkasa Alam Szach (1873–1924; regencja 1873–1875) [syn]
- Amal ad-Din III as-Sani Perkasa Alam Szach (regent 1923–1924; sułtan 1924–1945) [syn]
- Usman II as-Sani Perkasa Alam Szach (regent 1933–1945; sułtan 1945–1967) [syn]
- Deli włączone do Indonezji 1947
- Azmi Perkasa Alam Szach (1967–1998) [syn]
- Usman III Mahmud Mamun Padrap Perkasa Alam Szach (1998–2005) [syn]
- Mahmud Arfa Lamandżidżi Perkasa Alam Szach (2005–dziś) [syn]

## Sułtani Kota Pinang
- Awan (al-Marhum Mangkat di Tasik) (radża Kota Pinang na północnym wschodzie Sumatry ok. 1630–1680)
- N.N. (al-Marhum Kahhar) (ok. 1680–1710) [syn]
- Garang (sułtan ok. 1710–1715) [syn]
- Bongso I (ok. 1715–1725)
- Kumala (ok. 1725–1780) [syn]
- N.N. (al-Marhum Muda) (ok. 1780–1795) [syn]
- Bongso II (ok. 1795–1815) [syn]
- Mustafa I (1815–1871) [syn]
- Protektorat holenderski po 1864–?
- Sati Jang di-Pertuan (1871–1905) [syn]
- Mustafa II Jang di-Pertuan (1905–?) [syn]
- Mansur Perkasa Alam Szach

## Sułtani Sungei Tras
- Segar Alam (Suman) (radża Sungei Tras na północnym wschodzie Sumatry ok. 1630–1660) [syn Batara Si Nomby, władcy Pinangawanu]
- N.N. (al-Marhum di Sungai Taras) (ok. 1660–1700) [syn]
- N.N. (al-Marhum Gonteng) (ok. 1700–1730) [syn]
- N.N. (al-Marhum Gading) (ok. 1730–1775) [syn]
- N.N. (al-Marhum Asal) (ok. 1775–1810) [syn]
- N.N. (al-Marhum Mangat di Rantau Baru) (ok. 1810–1835) [syn]
- Muda I (sułtan 1835–1871) [brat]
- Muda II (1871–?) [syn]

## Władcy Lima Laras
- Cek Ajung (lokalny władca Lima Laras na północy Sumatry ok. 1650–1700)
- 9 nieznanych władców (ok. 1700–1898)
- Mat Juda Datu Śri di-Radża (1898–1920)
- Sukudua podbija Lima Laras 1920

## Władcy Sillebaru
- Pajung Negara (władca (dipati) Sillebaru na zachodzie Sumatry ok. 1650–1668)
- Bangsa Radin (ok. 1668–1695) [syn]
- Nata Diradża I (ok. 1695–1710 władca (pangeran) od 1695) [syn]
- Intan Ali (1710–1720)
- Nata Diradża II (1720–1762) [syn Naty Diradży I]
- Nata Diradża III (1762–1765) [syn]
- Nata Diradża IV (1765–1831) [syn]
- Nata Diradża V (1831–1864) [syn]

## Sułtani Panei
Dynastia Bilah
- Sulung (radża Panei na wschodzie Sumatry ok. 1670–1700)
- Sulung Riau (ok. 1700–1720) [syn]
- Murai (ok. 1720–1775) [syn]
- Salih (ok. 1775–1790) [syn]
- Mahmud (sułtan (sutan gagar alam) ok. 1790–1813) [syn]
- Mangedar Alam I (1813–1856) [syn]
- Gagar Alam I (1856–1880) [syn]
- Mangedar Alam II (regent 1877–1880; sułtan 1880–1905) [syn]
- Sulung Szach (1905–1907) [prawnuk Saliha]
- Gagar Alam II Rahmat Allah (1907–1938) [brat]
- Mahmud Aman Gagar Alam Szach (1939–1946) [wnuk Gagar Alama I]
- Panei włączone do Indonezji 1946

## Władcy Pangar Ujong
- Nieznani władcy (po podziale Minangkabau 1680–1800)
- Sułtan Alam Babager (władca (daulat jang dipertuan radża alam) Pangar Udżong ?–1821)
- Radża Jahsir Alam (1821–1834)
- Pangar Udżong włączony do Holenderskich Indii Wschodnich 1834

## Sułtani Awak Sungai
- Gulemat (sułtanka Awak Sungai na zachodzie Sumatry po podziale Minangkabau 1691–1716)
- Kecil Muhammmad Szach (1716–1728) [wdowiec]
- Gundam Mersah (1728–1752)
- Pasisir Barat Szach (175–1789) [syn]
- Halifat Allah Inajat Szach (1789–1816) [syn]
- Hidajat Allah (1816–1832) [syn]
- Takdir Halifat Allah (1832–1870) [brat]
- Holenderskie Indie Wschodnie podbijają Awak Sungai 1870

## Sułtani Asahanu
- Abd al-Dżalil I (radża Asahanu pod zwierzchnością Acehu na wschodzie Sumatry ok. 1695–1700)
- Said Szach (ok. 1700–1720) [syn]
- Muhammad Szach (ok. 1720–1760) [syn]
- Abd al-Dżalil II (1760–1765) [syn]
- Dewa Szach (1765–1805) [syn]
- Musa Szach (1805–1808) [syn]
- Ali Szach (1808–1813) [brat]
- Muhammad Husajn Rahmat Szach I (sułtan 1813–1859) [syn Musy]
- Ahmad Szach (1859–1888; usunięty i zredukowany do środkowego regionu 1865–1886) [syn] *Protektorat holenderski 1862/5–1946
- Namatullah Abdullah Szach (1865–1867; usunięty, zmarł 1882; władca Kualu) [szwagier; syn Muhammada Iszaka, władcy Kualu syna Musy]
- Inerregnum 1867–1886
- Ahmad Szach (2. panowanie 1886–1888)
- Muhammad Husajn Rahmat Szach II (1888–1915) [brat]
- Szaibun Abd al-Dżalil Rahmat Szach III (1915–1946; regencja 1915–1916; usunięty, zmarł 1980) [syn]
- Asahan włączony do Indonezji 1946

## Sułtani Langkatu
- Dewa Szachdan (radża Langkatu na północy Sumatry po 1700–1730)
- Kahar (po 1730–1750) [syn]
- Badi az-Zaman (po 1750–1780) [syn]
- Kejeruan Tua Hitam (po 1780–1818; usunięty, zmarł 1822) [syn]
- Ahmad (1818–1840; usunięty, zmarł 1880) [bratanek]
- Ngah (1840–1887; władca (pangeran indra di-radża) od 1854)
- Zależność od Acehu 1854–1862/5
- Protektorat holenderski 1862/5–1947
- Musa al-Chalidi al-Mahadiah Szach (sułtan 1887–1892) [syn Ahmada]
- Abd al-Aziz Rahmat Szach (1893–1927) [syn]
- Mahmud Abd al-Dżalil Szach (1927–1948)
- Langkat włączony do Indonezji 1948
- Iskandar Hilali Abd al-Dżalil Rahmat Szach (2002–2003)
- Azwar Abd al-Dżalil Rahmat Szach (2003–dziś)

## Władcy Pelalawanu
Dynastia Tandżung Negeri in Pekontua
- Dinda (maharadża Pelalawanu na wschodzie Sumatry ok. 1720–1750)
- Bungsu (ok. 1750–1780) [syn]
- Sinda (ok. 1780–1810) [syn]
- Lela (ok. 1810–1811) [syn]
- Siak podbija Pelalawan 1811

Dynastia asz-Szahab
- Abd ar-Rahman Fachr ad-Din (1811–1821) [brat Alego Abd al-Dżalila Sajf ad-Dina, sułtana Siaku]
- Hasim Fachr ad-Din (1821–1828) [syn]
- Ismail Fachr ad-Din (1828–1844) [brat]
- Hamid Fachr ad-Din (1844–1866) [brat]
- Dżafar Fachr ad-Din (1866–1873) [brat]
- Abu Bakr Fachr ad-Din (1873–1886) [brat]
- Protektorat holenderski 1879/81–1946
- Ali Tengku Sentol Abd ar-Rahman Fachr ad-Din (1886/90–1892) [syn]
- Hasim Abd ar-Rahman Fachr ad-Din (1892–1930) [brat]
- Said (regent 1930–1940) [bratanek]
- Harun (1940–1959) [syn Hasima]
- Pelalawan włączony do Indonezji 1946

## WładcyRiau
Dynastia Bugi
- Parani diRadża (władca (jamtuan muda) archipelagu Riau na wschodzie Sumatry 1722–1723)
- Merewah Kalana Dżajaputra (1723–1728) [brat]
- Czelak Pali (1728–1745) [brat]
- Kambodża (1745–1777) [syn Paraniego]
- Zależność od Trengganu 1746–1760
- Hadżdżi Sutawidżaja (1777–1784) [syn]
- Ali I (1784–1805/6) [brat]
- Okupacja holenderska 1784–1795
- Zależność od Holenderskich Indii Wschodnich 1803–1911
- Dżafar (1806–1831) [syn Sutawidżai]
- Abd ar-Rahman (1831–1844) [syn]
- Ali II (1844–1857) [brat]
- Hadżdżi Abd Allah (1857; usunięty, zmarł 1858) [brat]
- Sulajman (1857–1883) [syn Abd ar-Rahmana]
- Muhammad Jusuf (1859–1899) [syn Alego II]
- Abd ar-Rahman (1899–1911; usunięty, zmarł 1930) [syn]
- Holenderskie Indie Wschodnie podbijają Riau 1911

## Sułtani Serdangu
- Umar Johan Pahlawan Alam Szach (sułtan Serdangu na wschodzie Sumatry 1728–1782)
- Ainan Johan Pahlawan Alam Szach (1782–1822) [syn]
- Thaf Sinar Baszar Szach I (1822–1851) [syn]
- Baszar ad-Din Szarif al-Alam Szach (1851–1879)
- Sulajman Szarif al-Alam Szach (1879–1946; regencja 1879)
- Anwar (1946–1951) [syn]
- Serdang włączony do Indonezji 1951
- Abu Nawar Szarif Allah Alam Szach (1997–2001)
- Lukman Sinar Baszar Szach II (2001–dziś)

## Władcy Tarumonu
- Si Rujung (radża Langkatu pod protektoratem holenderskim na północy Sumatry ok. 1770–1780)
- Hadżi Lebei Dapha (przed 1780-po 1819) [brat]
- Bujang (po 1819–1832/3) [syn]
- Seri Muda Paduka Alam Sułtan Mansur Buda Bujang (1833–1884) [syn]
- Sułtan Iskandar (1884–1893) [syn]
- Tenku Dżafar (1893–1903) [brat]
- Tenku Muda Nasir ad-Din (1904–1910) [syn Iskandara]
- Tenku Leh (1910–1927) [brat]
- Tenku Husajn (1927–1942; usunięty) [syn Dżafara]
- Tenku Daud (1942–1945) [szwagier]
- Husajn (2. panowanie 1945–?)
- Tarumon włączony do Indonezji 1946

## Władcy Panai
- N.N. (władca Panai jako sukcesor Naguru na północy Sumatry ok. 1820–1850)
- Marsijaturi (ok. 1850–1870)
- Jontoma (po 1870–1899)
- Jadiamat (1899–1915; usunięty)
- Si Bosar (1915–1929)
- Bosar Sumalan Purba (1929–1946)
- Panai włączone do Indonezji 1946

## Władcy Rai
- Si Purasi (władca Rai jako sukcesor Naguru na północy Sumatry ok. 1820–1840)
- Saragih Sambajek (po 1840–1870; abdykował)
- Si Pining Sori (przed 1870–1880) [kuzyn]
- Senondang (ok. 1880–1885; usunięty)
- Randahaim (ok. 1885–1892) [brat przyrodni]
- Kapultakan (1892–1941) [syn?]
- Jan Kaduk Saragih (ok. 1941–1946)
- Raja włączona do Indonezji 1946

## Sułtani Kualuh
- Tengku Muhammad Iszak (władca (jang di pertuan muda) Kualuh na wschodzie Sumatry ok. 1829–1882) [syn Musy, władcy Asahanu]
- Namatullah Abdullah Szach (1882; sułtan Asahuanu 1865–1867) [syn]
- Muhammad (1882–1946; regencja 1882–1886 i 1932–1934) [syn]
- Kualu włączone do Indonezji  1946

## Władcy Kota di Hilir
- N.N. (władca Kota di Hilir pod zwierznością Asahanu lub Siaku na północy Sumatry ok. 1834–1847/9)
- Pandang Lutut (1849–?)
- Tunggal
- Putih
- Sati (?–1876)
- Abdullah (1876–1901) [syn]
- Hasan (1901–1906) [brat]
- Angke Sutan (1906-po 1942) [brat]

## Władcy Siantaru
- Radża Si Tanggang (władca Siantaru jako sukcesor Naguru na północy Sumatry ok. 1850–1860; usunięty, zmarł 1884; władca Tanah Jawa)
- Si Partigatiga (ok. 1860–1870)
- Si Ali Urung (ok. 1870–1889; abdykował)
- Sang Nahualu (1875–1906; usunięty, zmarł 1914)
- SiRjah (1906–1924; regencja 1906–1915)
- Saudin (1924-po 1942)

## Władcy Tanah Jawa
- Radża Si Tanggang (władca Tanah Jawa jako sukcesor Naguru na północy Sumatry ok. 1850–1884; władca Siantaru)
- Si Muha Radża (1884-po 1885)
- Tuhan (po 1885–1890)
- Tengku Silang (ok. 1890–1907)
- Radża Maligas (ok. 1890–1907)
- Jintar (1907–1919; usunięty)
- Sangmajadi Radża Maligas (1919–1941)

## Władcy lokalnych państw Karo-Batak
1. Lingga
- Fatherand (władca (sibajak) Linggi pod zwierzchnością Acehu na północy Sumatry ok. 1870–1884)
- Pa Terang (1884-po 1920)
- Protektorat holenderski 1907–1946
- Pa Sendi (po 1920–1934)
- Radża Kalelong (1934-po 1945)

2. Barus Jahe
- Pa Tempana (władca (sibajak) Barus Jahe pod zwierzchnością Acehu na północy Sumatry przed 1900–1915)
- Unjuken (przed 1900–1915)
- Protektorat holenderski 1907–1946
- Mantas (1915–1929; abdykował)
- Mandur Barus (1929-po 1945; regencja 1929–1937)

3. Kuta Buluh
- Si Andein (władca (sibajak) Kuta Buluhu pod zwierzchnością Acehu na północy Sumatry ?–1930)
- Protektorat holenderski 1907–1946
- Si Nabung (przed 1930–1940; koregent ?–1930)
- Si Rejin (1940–1946)

4. Sarinempan
- Napa (władca (sibajak) Sarinempanu pod zwierzchnością Acehu na północy Sumatry przed 1900–1915)
- Protektorat holenderski 1907–1946
- Ngoba (ok. 1915–1920; koregent ?–1915)
- Elok (ok. 1920-po 1942)

5. Suka
- Pa Nunsang (władca (sibajak) Suki pod zwierzchnością Acehu na północy Sumatry 1900–1928/9)
- Protektorat holenderski 1907–1946
- Radża Sungkanan (1929-po 1942)

## Władcy Dolon Silau
- Maralau (władca Dolon Silau na północy Sumatry przed 1880–1904; regencja przed 1888-po 1894)
- Tanjarmahei (1904–1929)
- Ragaim (ok. 1929–1945)

## Władcy Siah Utama
- Aman Dżelekah Siah Utama (lokalny władca (kedżuruan) Siah Utamy pod zwierznością Asahanu lub *Siaku na północy Sumatry ?–1912)
- Bita Pasi (regent 1912–1919)
- Banta Cut (1919–?; regent do 1934)

## Władcy Tanah Datar
- Datu Śri Bidżi di-Radża (lokalny władca Tanah Dataru na północy Sumatry ?–1902)
- Datu Śri Indra di-Radża (1902-po 1942)

## Władcy Tanjungu
- N.N. (lokalny władca Tanjungu na północy Sumatry ?–1903; abdykował)
- Mat Bida (903–1909)
- Dżafar (1909-po 1942; władca Idrapury) [stryj]

## Władcy Tanjung Kassau
- Radża Morah (lokalny władca Tanjung Kassau na północy Sumatry 1894–1903; usunięty)
- Pemnaku Rah Etal (1903–1907)
- Muhammad Dżasim (1907–1915)
- Regencja 1915–1920
- Indrapura podbija Tanjung Kassau 1920

## Władcy Lima Puluh
- Datu Śri Maharadża (lokalny władca Lima Puluh na północy Sumatry ok. 1898–1901)
- Śri Indra Muda (1901–1938)
- Wan Ingah Mansur (1938-po 1942)

## Władcy Pagurawanu
- Datu Setja Maharadża (lokalny władca Pagurawanu na północy Sumatry ok. 1898–1906; usunięty)
- Regenci (1906–1920)
- Indrapura podbija Pakurawan 1920

## Władcy Pasisiru
- Datu Samuangsa (lokalny władca Pasisiru na północy Sumatry ok. 1898–1902)
- Abdullah Datu Muda Lela Wangsa (1902–1925)
- Ahmad Halil (1925–1933; usunięty; władca Sukuduy)
- Datuk Abd al-Dżalil (1933-po 1942)

## Władcy Sukuduy
- Abd al-Madżid (lokalny władca Bogi na północy Sumatry ok. 1898–1918)
- Ahmad Halil (1918–1939; władca Pasisiru)
- Zmiana nazwy państwa Boga na Sukudua 1920
- Wan Asmadżudin (1939-po 1942)

## Władcy Si Lima Kuta
- Pa Moreidup (władca Si Lima Kuty na północy Sumatry ?–1932)
- Pa Ngasami (koregent ?–1932)
- Padiradża (ok. 1932–1946)
- Si Lima Kuta włączona do Indonezji 1946

## Władcy Bubasanu
- Bedul Radża Ucak Aman Daud (lokalny władca (kejuruan) Bubasanu na północy Sumatry ?–1934)
- Radża Ujan (1934–?)

## Władcy Buketu
- Maun (lokalny władca (kejuruan) Buketu na północy Sumatry ?–1925)
- Muhammad Zajn ad-Din (1925–?)

## Władca Si Pare Pare
- Datu Sutan Pahlawan (lokalny władca Si Pare Pare na północy Sumatry 1905–1920);
- Si Pare Pare włączone do Indrapury 1920

## Władca Indrapury
- Dżafar (lokalny władca Indrapury na północy Sumatry 1920-po 1942; władca Tanjungu)